# Nsork
Nsork è una città della Guinea Equatoriale. Si trova nella Provincia Wele-Nzas e ha 3.769 abitanti.